# Xerosiphon
Xerosiphon es un género de plantas fanerógamas  pertenecientes a la familia Amaranthaceae. Comprende 3 especies descritas.

## Taxonomía
El género fue descrito por Porphir Kiril Nicolai Stepanowitsch Turczaninow y publicado en Bulletin de la Société Impériale des Naturalistes de Moscou 16: 55. 1843. La especie tipo es: Xerosiphon gracilis Turcz.

## Especies
- Xerosiphon angustiflorus (Mart.) Pedersen
- Xerosiphon aphyllus (Pohl ex Moq.) Pedersen
- Xerosiphon gracilis Turcz.